# Euangerona tristis
Euangerona tristis är en fjärilsart som beskrevs av W. Warren 1907. Euangerona tristis ingår i släktet Euangerona och familjen mätare. Inga underarter finns listade i Catalogue of Life.